# Mauro Bellugi
Mauro Bellugi (født 7. februar 1950 i Buonconvento, Italien, død 20. februar 2021) var en italiensk fodboldspiller (forsvarer).
Bellugi spillede 32 kampe for det italienske landshold og deltog ved både VM 1974 i Vesttyskland, VM 1978 i Argentina og EM 1980 på hjemmebane.
På klubplan repræsenterede Bellugi blandt andet Inter og Bologna. Han vandt det italienske mesterskab med Inter i 1971.